# Marie Mørks Skole
Marie Mørks Skole i Hillerød blev grundlagt i 1895 af frøken Marie Mørk (14. april 1861–30. maj 1944), der var datter af amtsvejinspektør, ingeniør Niels Peter Mørch i Hillerød. Hun gik ikke i skole, men blev undervist af digterpræsten Jens Christian Hostrup i præstegården i Kannikegade sammen med sine søskende og præstens egne børn. Med denne baggrund tog hun først privatlærerindeeksamen og som 24-årig almindelig lærerindeeksamen fra N. Zahles Skole i København. 1887–1895 var hun lærerinde på Vældegård Kvindeskole i Gentofte.
I begyndelsen af 1895 købte frk. Mørk af fru Manna Lund pigerealskolen Slotsgade 3 i Hillerød. Myndighederne havde stillet bygningsmæssige krav, som den aldrende fru Lund følte sig for gammel til at indfri. Marie Mørk fik for lånte midler opført en ny skolebygning med tømrermester Fritz J. Milner (født 26.01.1859 i Hillerød, død 19.04.1936) som entreprenør på den adresse, der i dag er Milnersvej 1. Grundstenen blev nedlagt den 4. april, og skolen blev indviet den 2. september 1895. Hvert år siden blev denne begivenhed (indvielsen) markeret ved en skoleudflugt på en skoledag tæt på 2. september.
Som så mange andre private skoler er Mørks Skole blevet udvidet ved opkøb af nabovillaer. Den første opkøbte skolen i 1897, og det var den senere undervisningsminister Hartvig Frisch's barndomshjem, hvor han boede 1893–1897. Villaen kaldes Hansens Hus, fordi forstander Jørgen Hansen boede her, men nu huser villaen en SFO, en skolefritidsordning oprettet 1986 for skolens elever fra 2. og 3. klasse, og huset ligger nu midt i de yngstes skolegård. Flere andre nabovillaer er siden blevet lagt til skolen og indrettet til undervisning. I villa "Solhøj" er der SFO for de yngste. Omkring 1930 var der i Solhøj (Milnersvej 5) et pensionat, hvor flere af skolens ugifte lærere og lærerinder boede.
Fra 1904 blev der også optaget drenge på skolen, men kun til og med 5. klasse. Kostafdelingen var kun for piger; den blev nedlagt i 1977. Bygningen nærmest stationen blev opført i 1907 og indeholdt bl.a. en sløjdsal i lokale 18, der i dag er biologilokale.
Marie Mørks oprindelige skoletanker kan føres tilbage til den hostrupske påvirkning og tidens højskoletanker, og hun tilrettelagde undervisningsforløb, der i højskolens ånd ikke blev afsluttet med eksamen.
I dag har skolen fokus på læring gennem trivsel og derigennem en god trivsel og høj faglighed. Den høje faglige profil understøttes ved at tildele mange deletimer i prøveforberedende fag og deletimer i al almindelighed for de øvrige klasser. Marie Mørks Skoles elever får i dag flotte eksamenskarakterer.[kilde mangler] Der er dog forsat fokus på den kreative undervisning, hvor eleverne viser deres kreative talent frem til et af skolens mange traditionsrige årlige arrangementer.
Marie Mørks motto »Modig · Munter · Mild« blev introduceret i en tale i 1919, og de tre M'er har siden været et logo for skolen. Ved skolens 25-års jubilæum i 1920 modtog frk. Mørk Kongens fortjenstmedalje i guld, som blev overrakt af indenrigsminister Sigurd Berg.
En gammel tradition, der holdes i hævd, er morgensang. Derudover er der tilbud om deltagelse i sang og musik på valghold og ved skolekoncerter.
En nyskabelse var lærerrådet, der blev oprettet i 1971, men det er uden beføjelser, idet forstanderen i enhver sag har det sidste ord i dagligdagen, og der tages ikke lige så mange sager op som i andre lærerråd. Formelt set står bestyrelsen over forstanderen.
Skolelederen har på MMS haft betegnelsen forstander, og viceskolelederen har været inspektør; men fra 2008 kaldes viceskolelederen viceforstander.

## Forstandere
- 1895–1930 Marie Mørk (14.04.1861-30.05.1944)
- 1930–1959 Waldemar Stenberdt (29.05.1896-05.03.1974) (1958-1968 borgmester i Hillerød)
- 1959–1971 Erik Bansler (14.03.1910-14.11.1983) (lærer på skolen fra 1932, senere regnskabsfører indtil 1977; hed før navneændring Hans Erik Olsen)
- 1971–1993 Jørgen Hansen (ansat 1957)
- 1993–2008 Kurt O. Andersen (12.09.1944-11.10.2020) (ansat 1968)[1]
- 2008–2013 Bjarke Schmidt Madsen (født 18. april 1950) (ansat 1974-1985 og 1993-2013)
- 2013- Henrik M. Christensen

## Inspektører/Viceforstandere
- —1937 Eva Mørk (Marie Mørks søster og »højre hånd«)
- 1959–1960 Nils Gustafsson
- 1960–1971 Jørgen Hansen
- 1971–1974 Bent Holm
- 1974–1993 Kurt Andersen
- 1993–2008 Bjarke Schmidt
- 2008-2013 Folke Hasting
- 2013-2016 Per Mortensen
- 2016— Pernille Bergman Juul

Fra 2008 fik inspektøren titlen viceforstander.